# Boghom jezik
Boghom jezik (ISO 639-3: bux; bogghom, boghorom, bohom, bokiyim, borrom, burma, burom, burrum, burum), jezik istoimenog naroda Boghom iz nigerijske države Plateau, koncentrirani u LGA Kanam, Wase i Shendam.
Klasificira se afrazijskoj porodici, užoj zapadnočadskoj skupini Barawa i s jezicima kir-balar [kkr] i mangas [zns] podskupini boghom kojoj je dao svoje ime. Govori ga oko 50 000 ljudi (1973 SIL).

## Vanjske poveznice
- Ethnologue (14th)
- Ethnologue (15th)